# Matija Balažic
Matija Balažic, slovenski poučno-vzgojni pisatelj in duhovnik, 18. februar 1912, Hotiza, † 1. januar 1965, Dolenci.

## Življenje
V matični knjigi je vpisan kot Matjaž. Oče mu je bil kmet Janoš Balažic, mati mu je bila kmetica Marija (rojena Kolman). Matija Balažic je obiskoval osnovno šolo na Hotizi, kjer so učitelji opazili njegovo nadarjenost. Na predlog veroučnega učitelja so ga starši poslali v gimnaziijo. Prvi gimnazijski razred je v šolskem letu 1926/27 zaključil v Murski Soboti, nato je bil sprejet v knezoškofijsko semenišče v Mariboru, tam je obiskoval državno gimnazijo. Po končani gimnaziji se je v šolskem letu 1934/35 vpisal na mariborsko bogoslovje. V tem letu je v Lipici, internem glasilu mariborskih bogoslovcev, objavil prve literarne prispevke. Po objavah črtic MATI ČAKA, SPOMINI in V SVET so se njegove literarne ambicije povečale in svojo kratko prozo je poslal uredništvu Mladike, družinskega leposlovnega lista, ki je začel izhajati leta 1920 na Goriškem. A urednika sta njegove črtice zavrnila kot literarno nezadostne, pretirano domačijsko - idilične prikaze vaškega življenja. V zadnjih študijskih letih je v prekmurskem katoliškem tisku objavil nekaj priložnostnih zapisov ter pripravil svoje osrednje pripovedno delo, v prekmurščini pisano povest NA KRIŽOPOTJI ŽIVLJENJA. Tednik Novine jo je objavil in izdal leta 1939 kot protiutež Kranjčevi literaturi. Po mašniškem posvečenju 9. julija 1939 je najprej služboval pri sv. Rupertu v Slovenskih Goricah (od novembra 1939 do avgusta 1940), nakar je bil postavljen za duhovnika v apaški župniji z delokrogom v Murski Soboti. V tem času je za Ivanom Camplinom prevzel urejanje Novin (1940/ 32 - 1941/14) in jih urejal do zadnje številke 3. aprila 1941. Ob napadu na Jugoslavijo je bil pastoralni pomočnik Daniela Halasa v Veliki Polani, po Halasovi aretaciji pa je 1. februarja 1942 postal njegov duhovni pomočnik. Ko se je Halas vrnil iz zapora, je bil Balažic novembra 1942 poslan za kaplana v mesto Jak pri Sombotelu, od oktobra 1943 do oktobra 1945 pa je bil v rojstni vasi na bolezenskem dopustu. Od novembra 1945 je bil eno leto kaplan v Beltincih, nato pa v goričkih Velikih Dolencih župnijski upravitelj (od novembra 1946 do julija 1951) in do smrti 1. januarja 1965 župnik. Tudi med duhovnikovanjem v Dolencih je literarno ustvarjal in objavljal v Novi poti, glasilu Cirilmetodijanskega društva katoliških duhovnikov, in v Koledarju Mohorjeve družbe.

## Delo
Na križopotji življenja. Pripovest, Črenšovci: uredništvo Novin, 1939
Na križpotju življenja: zbrani spisi, Murska Sobota: Zavod sv. Miklavža, Založba Stopinje, 2005